# KSC Excelsior Mariakerke
KSC Excelsior Mariakerke is een Belgische voetbalclub uit Mariakerke bij Gent. De club is bij de KBVB aangesloten met stamnummer 5154 en heeft paars en wit als kleuren. Excelsior Mariakerke heeft een 20-tal ploegen in competitie. De club heeft twee terreinen aan de Polderkenslaan in Mariakerke. Het hoofdterrein is een kunstgrasveld.

## Geschiedenis
Excelsior werd door toenmalig onderpastoor E.H.A. Bouckaert in 1937 gesticht. De club sloot eind jaren 40 aan bij de voetbalbond, maar speelt al heel zijn bestaan in de provinciale reeksen. De eerste ploeg trad voor het eerst in haar bestaan aan in Tweede Provinciale in het seizoen 2013/14, waar het met een twaalfde plek het behoud wist te verzekeren. Datzelfde jaar werd aangevangen met een damesploeg: KSCE Mariakerke Ladies wist in zijn debuutseizoen de Hofman Cup te winnen en werd kampioen in Derde Provinciale. 
In 2018 eindigde Mariakerke op de vijfde plaats in Tweede Provinciale en promoveerde via de eindronde voor het eerst in de clubgeschiedenis naar de hoogste provinciale reeks. In het eerste seizoen in deze reeks werd een zesde plaats behaald, hiermee was Mariakerke na KAA Gent en Racing Gent de best presterende Gentse club.